# Coupe de Belgique féminine de handball 2022-2023
Navigation
2021-2022 2023-2024
La Coupe de Belgique 2022-2023 est la 43e édition de la Coupe de Belgique féminine de handball, compétition à élimination directe mettant aux prises des clubs de handball amateurs et professionnels affiliés à l'Union royale belge de handball.

## Tours préliminaires

### 32ede finale
| Date                      | Club recevant                                | Score   | Club visiteur                            |
| ------------------------- | -------------------------------------------- | ------- | ---------------------------------------- |
| 22 septembre 2022 à 20h00 | Handball Villers 59 (D1 LFH - 3e niveau)     | 25 – 18 | Liège Handball Club (D1 LFH - 3e niveau) |
| 28 août 2022 à 20h30      | SHC Mont-sur-Marchienne (D1 LFH - 3e niveau) | 0 – 10  | Union beynoise (D2)                      |
| 28 août 2022 à 18h00      | Waterloo ASH (D1 LFH - 3e niveau)            | 18 – 36 | ROC Flémalle (D2)                        |
| 28 août 2022 à 18h15      | JS/EP Herstal (D2)                           | 19 – 27 | United Brussels HC (D2)                  |
| 13 septembre 2022 à 20h45 | HC Aalst (Liga VHV - 3e niveau)              | 21 – 19 | Kr. Houthalen (Liga VHV - 3e niveau)     |
| 14 septembre 2022 à 20h00 | Achilles Bocholt (Liga VHV - 3e niveau)      | 24 – 19 | DHC Meeuwen (D2)                         |
| 14 septembre 2022 à 20h30 | Olva Brugge (Promotions - 4e niveau)         | 20 – 22 | Schoten (Liga VHV - 3e niveau)           |
| 18 septembre 2022 à 18h00 | Apolloon Spurs (Liga VHV - 3e niveau)        | 21 – 28 | Hestia Bilzen (Liga VHV - 3e niveau)     |

### 16ede finale
| Date                    | Club recevant                            | Score   | Club visiteur                           |
| ----------------------- | ---------------------------------------- | ------- | --------------------------------------- |
| 5 octobre 2022 à 20h00  | Handball Villers 59 (D1 LFH - 3e niveau) | 21 – 41 | Union beynoise (D2)                     |
| 5 octobre 2022 à 21h00  | United Brussels HC (D2)                  | 10 – 0  | ROC Flémalle (D2)                       |
| 11 octobre 2022 à 20h45 | HBC Izegem (D2)                          | 23 – 21 | HC Atomix (D2)                          |
| 12 octobre 2022 à 20h30 | HC Aalst (Liga VHV - 3e niveau)          | 18 – 47 | Hestia Bilzen (Liga VHV - 3e niveau)    |
| 13 octobre 2022 à 20h45 | Schoten (Liga VHV - 3e niveau)           | 26 – 23 | Achilles Bocholt (Liga VHV - 3e niveau) |
| 11 octobre 2022 à 20h30 | HC Roeselare (Promotions - 4e niveau)    | 21 – 19 | Sporting Pelt (D2)                      |

### 8ede finale
| Date                     | Club recevant                         | Score   | Club visiteur                |
| ------------------------ | ------------------------------------- | ------- | ---------------------------- |
| 8 novembre 2022 à 20h00  | HC DB Gent (D1)                       | 20 – 22 | DHC Waasmunster (D1)         |
| 8 novembre 2022 à 20h30  | Union beynoise (D2)                   | 36 – 27 | HC Eynatten-Raeren (D1)      |
| 8 novembre 2022 à 20h45  | HBC Izegem (D2)                       | 21 – 30 | HV Uilenspiegel Wilrijk (D1) |
| 9 novembre 2022 à 20h30  | KTSV Eupen 1889 (D1)                  | 38 – 26 | DHC Overpelt (D1)            |
| 9 novembre 2022 à 21h00  | United Brussels HC (D2)               | 13 – 28 | HC Sprimont (D1)             |
| 10 novembre 2022 à 20h30 | Hestia Bilzen (Liga VHV - 3e niveau)  | 25 – 42 | HB Saint-Trond (D1)          |
| 10 novembre 2022 à 20h30 | HC Roeselare (Promotions - 4e niveau) | 10 – 36 | Fémina Visé Handball (D1)    |
| 17 novembre 2022 à 20h45 | Schoten (Liga VHV - 3e niveau)        | 11 – 38 | Hubo Handbal (D1)            |

### Quart de finale
| Date                     | Club recevant                | Score   | Club visiteur        |
| ------------------------ | ---------------------------- | ------- | -------------------- |
| 13 décembre 2022 à 20h30 | Union beynoise (D2)          | 26 – 36 | KTSV Eupen 1889 (D1) |
| 13 décembre 2022 à 20h45 | HV Uilenspiegel Wilrijk (D1) | 25 – 24 | Hubo Handbal (D1)    |
| 14 décembre 2022 à 21h00 | DHC Waasmunster (D1)         | 14 – 43 | HB Saint-Trond (D1)  |
| 15 décembre 2022 à 20h30 | Fémina Visé Handball (D1)    | 15 – 24 | HC Sprimont (D1)     |

### Demi-finale
| Date                    | Club recevant                | Score   | Club visiteur       |
| ----------------------- | ---------------------------- | ------- | ------------------- |
| 14 février 2023 à 20h30 | KTSV Eupen 1889 (D1)         | 37 – 23 | HC Sprimont (D1)    |
| 15 février 2023 à 21h00 | HV Uilenspiegel Wilrijk (D1) | 23 – 30 | HB Saint-Trond (D1) |

### Finale
| Date                   | Club recevant        | Score   | Club visiteur       |
| ---------------------- | -------------------- | ------- | ------------------- |
| 1er avril 2023 à 13h00 | KTSV Eupen 1889 (D1) | 21 – 22 | HB Saint-Trond (D1) |

## Vainqueur
| Vainqueur de la Coupe de Belgique 2022-2023 HB Saint-Trond 4e victoire |